# Parasite Eve
Parasite Eve (パラサイト・イヴ Parasaito Ivu) là một tiểu thuyết kinh dị khoa học viễn tưởng do nhà văn Hideaki Sena sáng tác, phiên bản đầu tiên được xuất bản năm 1995. Năm 2005, Vertical, Inc. nhận xuất bản cuốn sách tại Bắc Mỹ.